# آنگلا نیمت
آنگلا نیمت (مجاری: Angéla Németh; ۱۸ فوریهٔ ۱۹۴۶ – ۵ اوت ۲۰۱۴) پرتاب‌گر نیزه اهل مجارستان بود.
از افتخارات وی میتوان به کسب مدال طلا پرتاب نیزه در  بازی‌های المپیک تابستانی ۱۹۶۸ اشاره کرد.